# 贝尔西托
贝尔西托（義大利語：Belsito），是意大利科森扎省的一个市镇。总面积11平方公里，人口981人，人口密度89.2人/平方公里（2009年）。ISTAT代码为078014。